# Vollschwingen-BMW

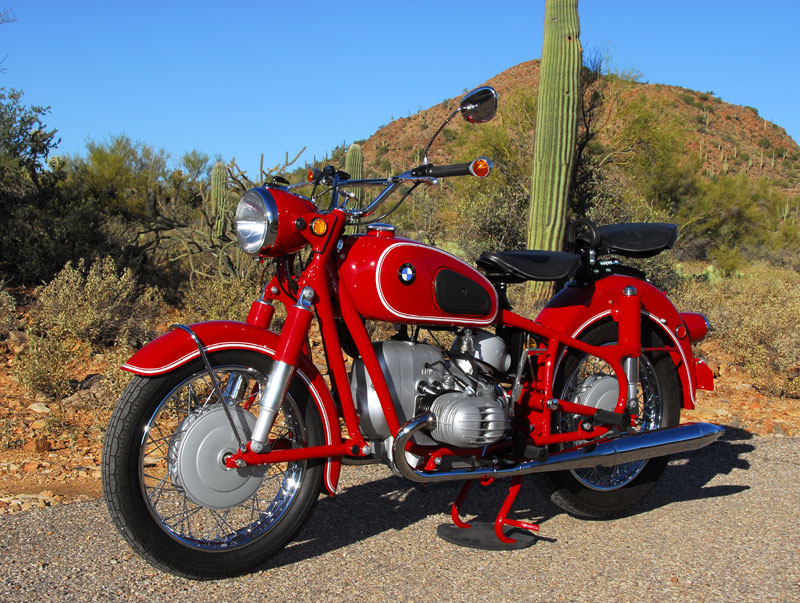
Granada-rote BMW R 60/2

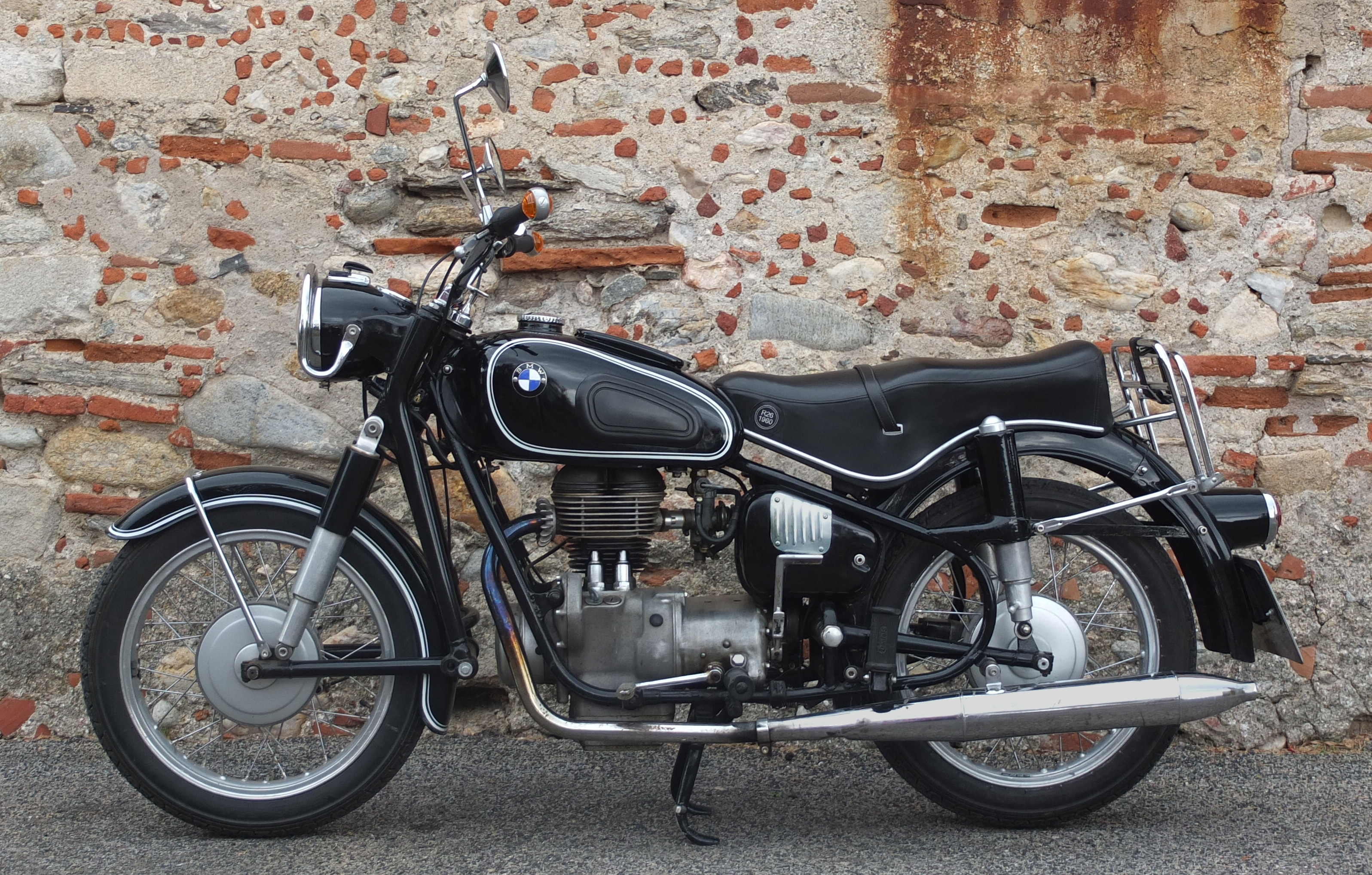
Einzylinder BMW R 26, Baujahr 1960

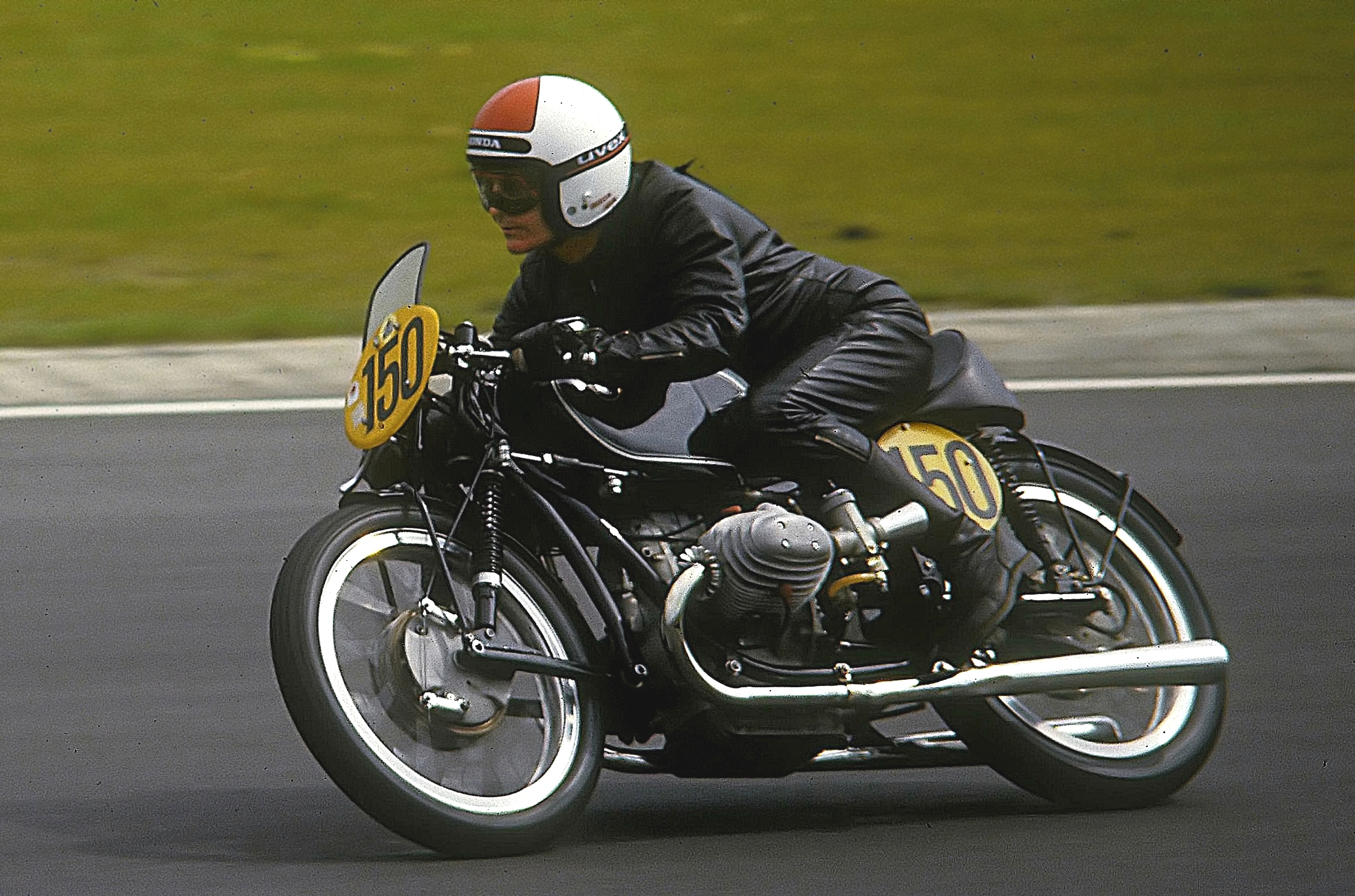
BMW RS 54

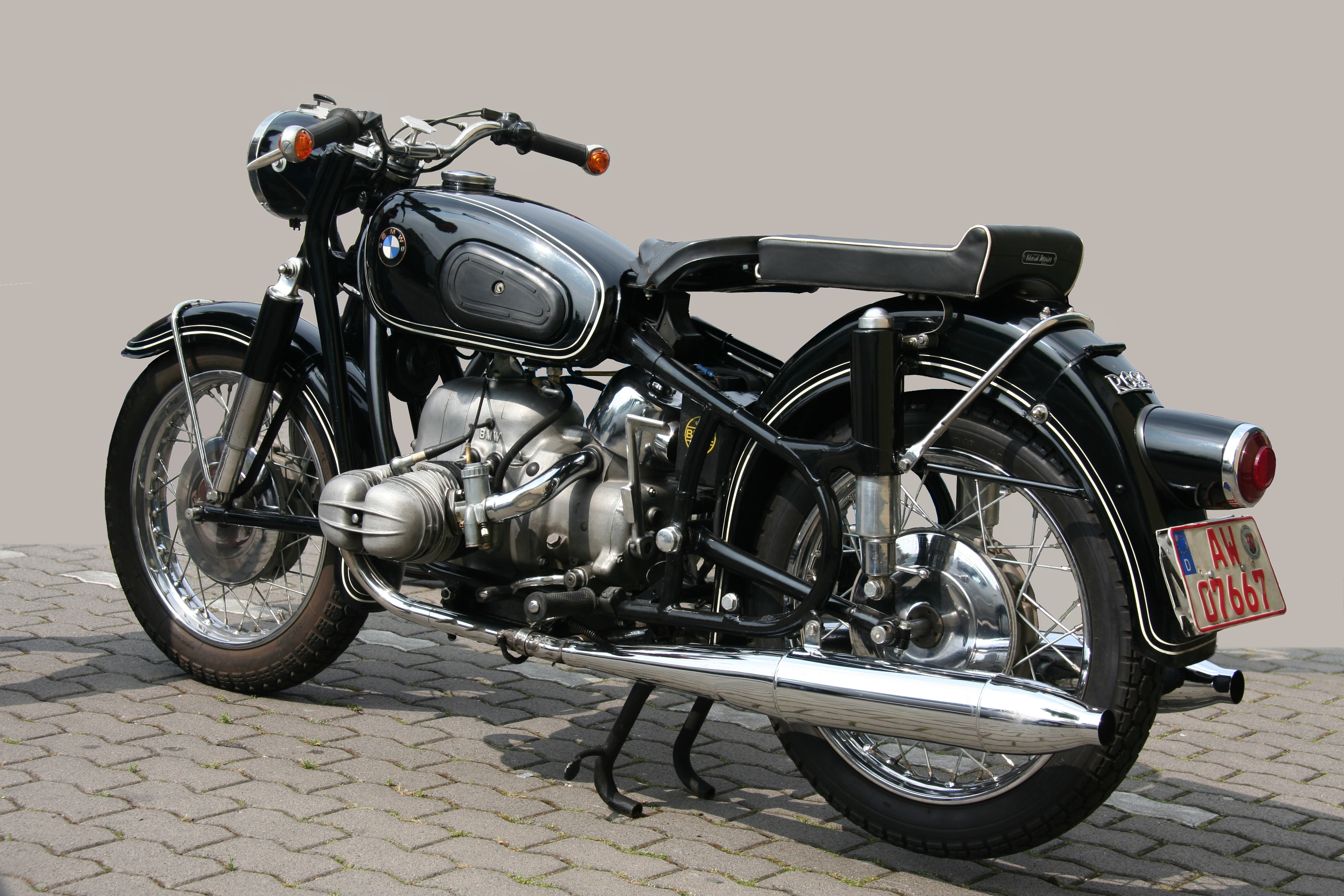
BMW R 69 S, Baujahr 1963

Die Ära der sogenannten Vollschwingen-BMW begann 1955, als sogenannte Vollschwingen-Rahmen in den deutschen Motorradbau einzogen, und endete 1969 mit der BMW R 69 S. Die Neukonstruktion des Fahrwerks für das Modelljahr 1955 von BMW hatte eine geschobene Vorderrad-Langschwinge mit Reibungs-Lenkungsdämpfer und für den Gespannbetrieb verstellbarem Nachlauf sowie eine Hinterradschwinge mit im rechten Schwingarm im Ölbad laufender, völlig gekapselter Kardanwelle (siehe Bild hierzu bei BMW R 50); die Vorspannung der Hinterradfederung kann – damals neu bei BMW – ohne Werkzeug verstellt werden. Diese BMW-Konstruktion erschien 1955/1956 für die großen Zweizylinder mit 500 cm³ und 600 cm³ und für die Einzylinder mit 250 cm³ Hubvolumen. Bei den 1960 herausgebrachten Spitzenmodellen R 50 S und R 69 S wurde der Reibungs- durch einen hydraulischen Lenkungsdämpfer ersetzt.

## Konstruktion
Vorderrad- und Hinterrad-Schwinge sind bei den BMW-Modellen mit je zwei Kegelrollenlagern versehen, die sowohl die Seiten- als auch die auftretenden Axialdrücke – besonders im Seitenwagenbetrieb – aufnehmen können. Die Kegelrollenlager sind auf der Steckachse mit Distanzrohren auf Abstand gehalten. Die Lagerschalenhälften sitzen in dem Schwingenarm und die Kegelrollenkäfige sind auf der Steckachse untergebracht. Ein Wellendichtring vor den Kegelrollenlagern schützt die Lager vor dem Eindringen von Schmutz und Feuchtigkeit. Während ältere Schwingenmodelle immer eine Steckachse sowohl vorne als auch hinten hatten, haben moderne Hinterradschwingen lediglich je einen Gewindebolzen rechts und links, der mit Zweilochschlüssel bzw. mit Sechskant-Stiftschlüssel festgezogen wird. Das Abkontern geschieht auch hier mit einer Mutter. Zum Schutz gegen Schmutz und Feuchtigkeit erhält der überstehende Gewindestumpf eine Aluminiumkappe.
Eine Langarmschwinge richtig einzustellen erfordert Geschick. Nach Festziehen der Schwingenlager muss die Steckachse mit einer Mutter gekontert werden. Eine Schwinge gilt dann als sauber eingestellt (nicht zu stramm), wenn sie sich ohne die Stoßdämpfer leicht auf- und abbewegen lässt.

## Geschichte
In den frühen 1950er Jahren wurden in der deutschen Industrie anstelle von Neuentwicklungen einige Zeit lang alte Baumuster nahezu unverändert weiter produziert, um den Bedarf bei den Käufern schneller decken zu können. Mit einer Neukonstruktion des Zweizylindermotors und einer Leistungssteigerung des 600er Motors in der BMW R 68 auf 35 PS zeigte sich ab Anfang der 1950er Jahre, dass das Fahrwerk dieser BMW-Typen den englischen Wettbewerbern von Triumph, BSA und Norton unterlegen war, die zudem noch meist niedrigere Preise hatten. Die alte BMW-Fahrwerkskonstruktion mit vorderer Teleskopgabel und vor allem der Geradweg-Federung am Hinterrad mit zu kurzen Federwegen und schlechter Dämpfung wurde kritisiert. Insbesondere beim sportlichen 600er Modell „R 68“ wurde geurteilt, dass BMW einen nunmehr zu schnellen Motor in ein ungenügendes Fahrwerk eingebaut habe. Etliche Fahrer waren überfordert, so dass es zu Unfällen mit diesen Maschinen kam.
Als Reaktion konstruierte BMW einen neuen Doppelschleifen-Rohrrahmen samt Schwingenführungen für Vorder- und Hinterrad (analog dem „Federbett“-Rahmen des englischen Konkurrenten Norton). 1955 und 1956 wurden folgende neue Modelle mit dieser Rahmenkonstruktion angeboten:
1. als Nachfolger des erfolgreichen 250er-Einzylinder-Modells R 25/3 kam im Januar 1956 die R 26 heraus mit einem von 13 auf 15 PS (11 kW) leistungsgesteigerten Motor,
2. das Zweizylinder-Modell R 51/3 wurde bei Leistungssteigerung von 24 auf 26 PS von der R 50 abgelöst
3. als 600er-Nachfolger der R 67/2 kam 1956 die R 60 bei unverändertem Motor mit 28 PS heraus und
4. 1956 erschien ein „Sportmodell“ mit dem 35-PS-Motor der R 68 unter der Bezeichnung R 69.

Mit Präsentation der Vollschwingen-Straßenmodelle im Jahr 1955 – im Serien-Rennsportmodell „RS 54“ war dieses Fahrwerk schon seit 1954 käuflich – wurde die R 67/2 geringfügig überarbeitet und unter der Bezeichnung R 67/3 ab Werk (nur) als Gespann geliefert. Bis zur Ablösung durch die R 60 im Jahr 1956 wurden 700 Exemplare gefertigt.
Das Sportmotorrad „R 69“ mit seinem starken Motor und nunmehr stabilen Schwingenfahrwerk konnte abseits der wenigen Autobahnen nur von wenigen ähnlich motorisierten englischen Motorrädern geschlagen werden, dies aber auf Kosten des Komforts: Das BMW-Fahrwerk wurde von der Fachwelt bei seinem Erscheinen in den höchsten Tönen gelobt. Der Doppelschleifen-Rohrrahmen besaß ovalisierte Rohre, deren lastbezogene Profilausrichtung bei gleichem Gewicht ein höheres Biegewiderstandsmoment bot als gewöhnliche Rundrohre.
In den USA, wohin über 80 % der Zweizylinder verkauft wurden, fuhr John Penton mit einer BMW R 69 in Rekordzeit von New York nach Los Angeles: 53 Stunden und 11 Minuten. Der vorherige Rekordhalter hatte 77 Stunden und 53 Minuten auf einer 750er Harley-Davidson benötigt.
Fünf Jahre nach der Einführung der Schwingenmodelle gab es eine kleine Modellpflege. Mit Einzylindermotor wurde das Modell R 27 eingeführt, das sich mit 18 PS durch drei zusätzlichen PS und nun auch durch eine elastische und schwingungsdämpfende Aufhängung der Motor-Getriebe-Einheit auszeichnete. Bei den Zweizylindern wurde der Rahmen an wenigen Stellen verstärkt; die Modellbezeichnungen änderten sich bei den Tourenmodellen zu R 50/2 und R 60/2.
Das Modell R 69 erfuhr bei der Überarbeitung eine Leistungssteigerung von 35 auf 42 PS und erhielt die Typbezeichnung R 69 S. Die Leistungserhöhung führte jedoch zu Schwierigkeiten. Infolge der beibehaltenen Rollenlagerung der Kurbelwelle, der gestiegenen Mitteldrücke und höherer Drehzahlen des Sportmotors häuften sich Schwingungsprobleme, die in manchen Fällen zum Motorschaden durch Bruch der Kurbelwelle unter Volllast, Abriss eines Zylinders und Motorgehäusebruch führten. Daraufhin ergänzte BMW als erster Serienhersteller unter einem geänderten vorderen Gehäusedeckel einen Schwingungsdämpfer an dem der Kupplung gegenüberliegenden Ende der Kurbelwelle. Dieser Schwingungsdämpfer erforderte eine Anpassung der Vorderradschwinge: Um der Gabel zum Durchschwenken Platz zu lassen, wurde der untere Schutzblechträger-Rohrbogen abgeflacht. Parallel wurde auch ein 500er „Sportmodell“ eingeführt, die heute extrem seltene, nur bis 1962 in 1634 Exemplaren gefertigte R 50 S, die bis auf den kleineren Hubraum der R 69 S gleicht und ohne Kurbelwellen-Schwingungsdämpfer auskommt.
All diese Maßnahmen konnten jedoch nicht verhindern, dass in der deutschen Motorradkrise auch bei BMW der Absatz immer weiter sank, da das kaufkräftige Publikum Pkw fahren wollte und ein neuer VW Käfer nicht viel teurer war als eines der aufwendig und hochklassig gefertigten schweren BMW-Motorräder. 1965 gab es bei den zum USA-Export vorgesehenen Schwingen-BMW noch eine Modellpflege. In den Staaten begann sich damals bereits das Motorradfahren als Freizeitvergnügen und Hobby zu etablieren. BMW ersetzte für den Export die schwere Vorderradschwinge durch eine leichtere Teleskopgabel, die BMW dann typgleich in den Folgemodellen der sogenannten „Strich-Fünfer-Serie“ ab 1969 in der Serie einsetzte. Wahlweise gab es nun auch eine elektrische Anlage mit zwölf Volt Gleichspannung.

## Verwendung

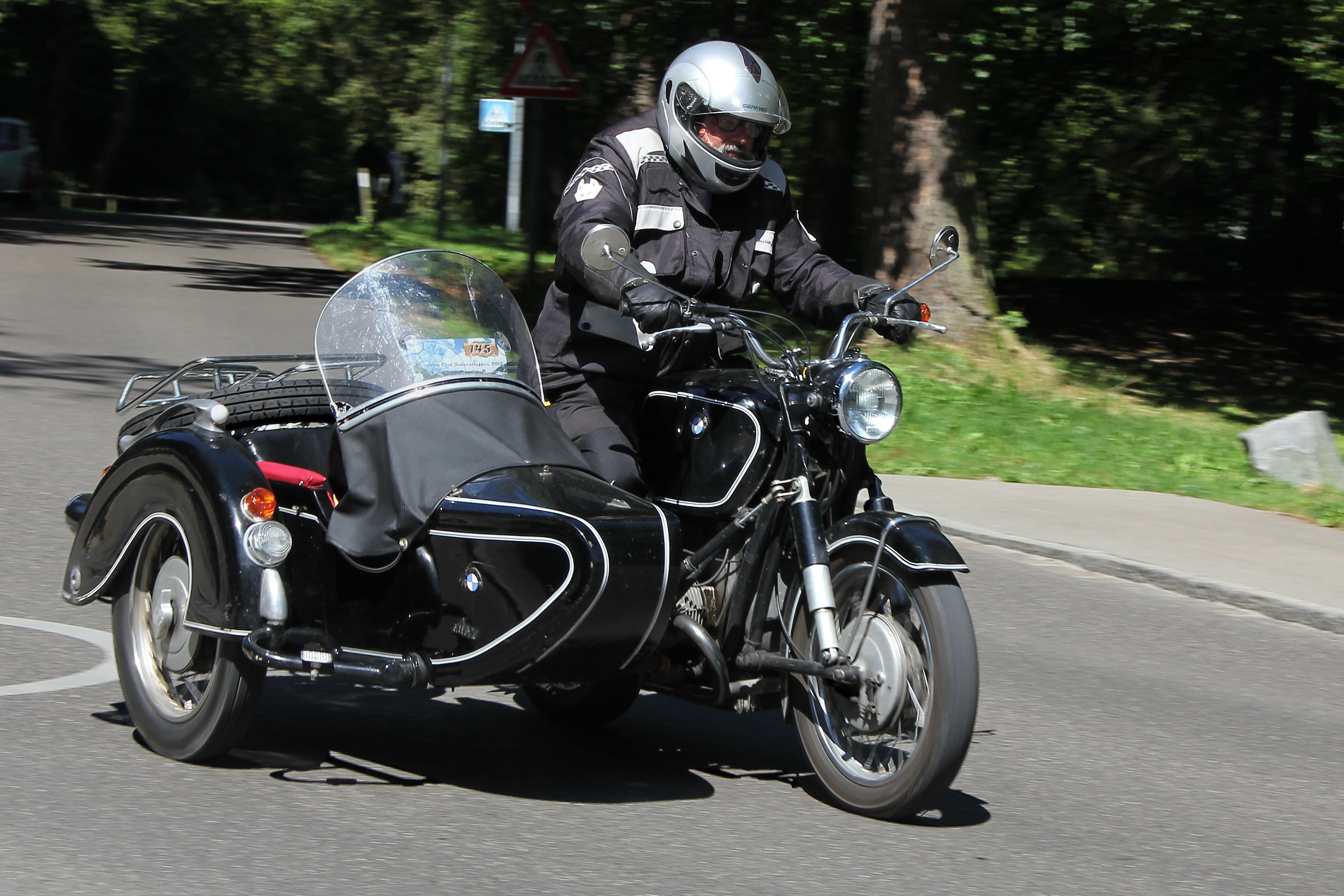
BMW R 69 mit Seitenwagen

Lange vor der Einführung von Allrad-Pkw waren schwere Motorradgespanne die beste Art, im Winter mobil zu sein. Wenn der Gespannfahrer sich an die Asymmetrie der Fahreigenschaften gewöhnt hatte, gab es zu jener Zeit kein schnelleres und sichereres Fortbewegungsmittel auf Eis und Schnee als ein großes Gespann – jedoch waren die berühmten Wehrmachtsgespanne mit Rückwärtsgang und zuschaltbarem Seitenradantrieb nicht mehr in Produktion. Die BMW-Zweizylinder der 1950er und 1960er Jahre galten – nachdem Zündapp 1957 die Produktion des Baumusters „KS 601“ eingestellt hatte – als Krönung des Serienmotorradbaus für Gespannzwecke; seitenwagentaugliche Motorräder von Moto Guzzi erschienen erst in den späteren 1960er Jahren. Bei allen Nachfolgemodellen verzichtete BMW darauf, die Motorräder serienmäßig für einen Gespanneinsatz freizugeben; denn Solorahmen sind leichter und billiger zu fertigen.
Die Ära des Motorrads als Transportmittel der „kleinen Leute“ neigte sich zunächst kaum merklich dem Ende zu. Der Trend bei Käufern individueller Mobilität ging zum Fahrzeug mit „Dach über dem Kopf“ und somit weg vom Motorrad. Die Funktion eines Motorrads als Teil der Freizeitgestaltung war in jener Zeit nur Nebeneffekt. Ein Motorsport-Wettbewerbseinsatz der Vollschwingen-BMWs war zweitrangig; es ging um Solidität, Zuverlässigkeit und hochwertige Verarbeitung. Die von der Verarbeitung her ohnehin immer schon hochwertigen BMW-Motorräder waren noch stabiler und wuchtiger geworden. Wiederum waren sie wahlweise für den Gespannbetrieb ausgerüstet, zumeist mit serienmäßig vorhandenen Vierpunktbefestigungen für die Seitenwagen, die – nach Hubraum- und Gewichtsgrößen passend – vorzugsweise aus dem Katalog von Steib hinzubestellt oder auch nachgerüstet werden konnten. Hierzu konnte der Gespannfahrer gleich eine passende Sekundärübersetzung bestellen: die Achsübersetzungen des Kardanantriebs sind für den gewichtsnachteiligen Beiwagenbetrieb um ca. 20 % „kürzer“. Die Höchstgeschwindigkeit sinkt im Gespannbetrieb, Zugkraft und Beschleunigungsvermögen leiden weniger.

## Kauf und Restaurierung

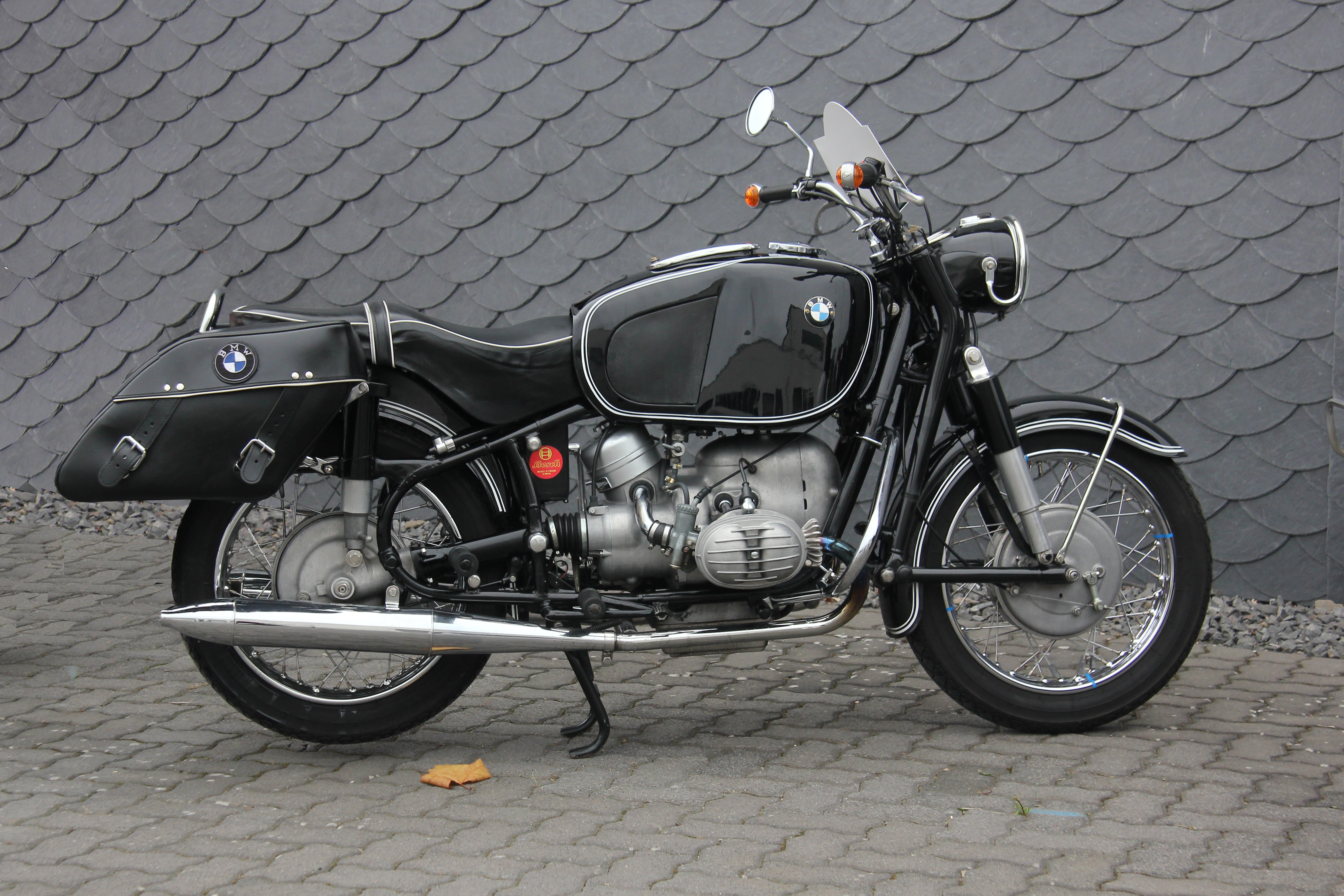
BMW R 60/2 mit Hoske-Tank, ehemals belgisches Polizei-Motorrad

Nach der Einführung der neuen Modelle 1969 mit bis zu 50 PS trauerten viele Motorradfahrer den Schwingenmodellen nach und versorgten sich mit zusätzlichen Maschinen als Teileträgern. BMW gab in Fällen von Motorschäden auch die maßgleichen neueren, nun gleitgelagerten Motoren zum Einbau in die Vollschwingenrahmen frei. Zunächst lag die Leistungsgrenze hierfür bei den 50 PS der neuen R 75/5, jedoch wurden mit einer anderen Vorderradbremsanlage später auch noch stärkere Motoren zum Einbau in den Schwingenrahmen zugelassen, oft unter Verzicht aufs Gespannfahren und mit Einsatz der neueren Telegabel. Das Baukastensystem von BMW machte diese Umbauten technisch weitgehend unproblematisch.
Heute sind die BMW-Motorräder der Vollschwingen-Ära begehrte Oldtimer-Motorräder geworden. Umbauten werden von ihren Besitzern nicht mehr angestrebt, sie achten meist auf Originalität – abgesehen vom doppeltgroßen Hoske-Tank mit Harro-Tankrucksack der meist schwarz lackierten „Gummikühe“.
Nur ein kleiner Personenkreis pflegte weiterhin das sportliche Motorradfahren, der sich – sofern BMW-fahrend – „Die Gusseisernen“ nannte. Ihr bekanntester Exponent war Ernst Leverkus, langjähriger Redakteur der Zeitschrift „Das Motorrad“.
Das Baukastenkonzept machte es noch lange nach Produktionsende der Maschinen möglich, sie zu annehmbaren Kosten zu restaurieren. Die Spitzenmodelle der Jahre ab 1960 sind extrem teuer; für eine originale R 69 S mit „matching numbers“ (übereinstimmende Rahmen- und Motornummern) werden in ladenneuem Zustand bis zu 20.000 Euro gefordert. Sehr viele Maschinen sind umgebaut, mit anderen Motoren ausgerüstet. 
Einige Händler, vorzugsweise im süddeutschen Raum, sind auf die Vollschwingen-BMWs spezialisiert und handeln mit Maschinen, Ersatz- und Zubehörteilen. Sie kaufen Restbestände von internationalen Polizei- und Behördenflotten auf; die französische Polizei hielt Tausende von Schwingen-BMWs im Bestand. Kleinere Flotten waren nach Südafrika sowie nach Südamerika gegangen und werden wieder nach Deutschland geholt. Man kann die Behördenmaschinen gelegentlich an Tankeinbauten für den Funk erkennen; es fehlt dann ein Fassungsvermögen von ca. drei Litern am Tankinhalt. Anstelle dessen findet sich obenauf eine zusätzliche Klappe, unter der sich früher das Funkgerät befand.